# Polynoncus sallei
Polynoncus sallei är en skalbaggsart som beskrevs av Edgar von Harold 1872. Polynoncus sallei ingår i släktet Polynoncus och familjen knotbaggar. Inga underarter finns listade i Catalogue of Life.